# Bangsbo Museum
Bangsbo Museum ligger i Bangsbo Skov i den sydvestlige del af Frederikshavn. Museet har til huse i den gamle Bangsbo Hovedgård, som har ført en omskiftelig tilværelse, både arkitektonisk og ejermæssigt.
Siden 1364, hvor Bangsbo blev nævnt første gang i et brev af 13. april, er der et utal af gange blevet bygget op og revet ned, og 49 gange er der udfærdiget et nyt ejerbrev.
I dag er alle bygningerne indrettet til udstillingsbrug. I søfarts-afdelingen har man udstillet Ellingåskibet, der er dateret til 1163, flere andre andre marinearkæologiske fund samt skibsmodeller og motorer. Ladegårdens nordlænge rummer Det Jyske Modstandsmuseum, som efter en omfattende nyopstilling blev indviet 4. maj 2000. Den stråtækte bindingsværkslade huser en unik vognsamling. Hovedbygningens tre fløje rummer by- og lokalhistorie samt almue- og klunkestue, empiresal og riddersal, som benyttes til skiftende særudstillinger. Desuden vises Nordeuropae største samling af hårkunst, dvs. smykker o.lign. fremstillet af menneskehår.
Bangsbo Museum er i dag en del af Nordjyllands Kystmuseum.

## Oversigt over museets udstillinger og tilknyttede funktioner
- Bangsbo museum og arkiv
- Boolsens Stenhave
- By- og lokalhistorie
- Det Jyske Modstandsmuseum
- Hårkunst
- Marinarkæologi
- Søfartssamling
- Vognsamling